# John Moolenaar
John R. Moolenaar, né le 8 mai 1961 à Midland (Michigan), est un homme politique américain, élu républicain du Michigan à la Chambre des représentants des États-Unis depuis 2015.

## Biographie
John Moolenaar est originaire de Midland dans le centre du Michigan. Après des études au Hope College et à Harvard, il devient chimiste.
En 1990, il échoue à obtenir l'investiture pour devenir sénateur d'État. De 1997 à 2000, il est élu au conseil municipal de sa ville natale. Il siège par la suite à la Chambre des représentants du Michigan de 2003 à 2008 et au Sénat de l'État à partir de 2011.
En 2014, il est élu représentant des États-Unis avec 56,5 % des voix face au démocrate Jeff Holmes (39,1 %).